# أفرو 642 ثمانية عشر
أفرو 642 ثمانية عشر (بالإنجليزية: Avro 642 Eighteen) هي طائرة خطوط جوية، أحادية السطح طائرة. بنيت طائرتان منها فقط - واحدة ثنائية المحرك والآخرى ذات أربعة محركات، أنتجت في بريطانيا. من صناعة أفرو. كان أول طيران لها في 1934. دخلت الخدمة في 1934.

## المواصفات (641/2)

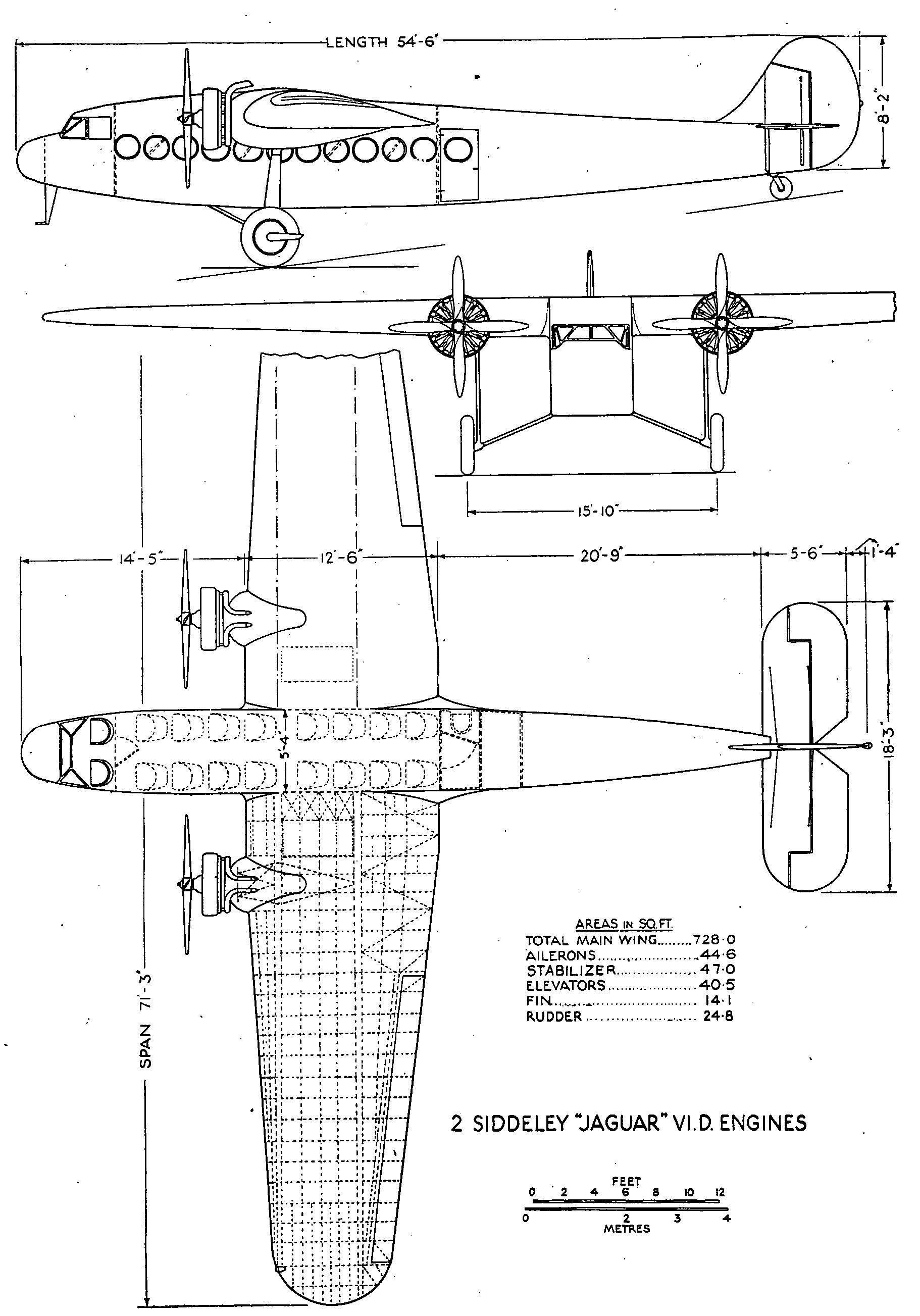
Avro 642 3-view drawing from NACA-AC-191

الخصائص العامة
- طاقم العمل: 2
- السعة: 16
- الطول: 54 قدم 6 إنش (16.62 م)
- طول الجناح: 71 قدم 3 إنش (21.72 م)
- الأرتفاع: 11 قدم 6 إنش (3.51 م)
- منطقة الجناح: 728 قدم2 (67.7 م2)
- الوزن الفارغ: 7360 رطل (3345 كجم)
- الوزن الإجمالي: 11800 رطل (5363 كجم)
- المحرك: 2 × أرمسترونج سيدلي جاجوار, 450 حصان (336 كيلو وات) لكل

الأداء
- السرعة القصوى: 160 ميل/ساعة (258 كم/س)
- المدى: 600 ميل (970 كم)
- الحد الأقصى للخدمة: 15500 قدم (4275 م)
- معدل الصعود: 970 قدم / دقيقة (4.9 م/ث)